# USS LST-668
O USS LST-668 foi um navio de guerra norte-americano da classe LST que operou durante a Segunda Guerra Mundial.